# Hemiceras consobrina
Hemiceras consobrina är en fjärilsart som beskrevs av Paul Dognin 1911. Hemiceras consobrina ingår i släktet Hemiceras och familjen tandspinnare. Inga underarter finns listade i Catalogue of Life.